# Bakonyoszlop II-es bauxitbánya
A Bakonyoszlop II-es bauxitbánya volt Magyarország utolsó mélyművelésű bányája. Az üzem a bakonyszentlászlói telephelyű Fenyőfő bányaüzem jogutódja. 

## Története
Bakonyoszlop II. nyitási munkálatai 2005-ben kezdődtek meg, 2006-tól kezdve termelt az üzem. A bánya elsősorban bauxitot termelt, ám kisebb mennyiségben szénkitermelés is folyt 2019-ig. Az utolsó műszak 2020. április 30-án volt, ám a bánya lejtősaknáinak betömedékelése csak 2022 nyarán történt meg. A bánya 14 évet termelt aktívan. 

## A bánya bezárása
A bányatelep épületeit lebontották a lejtősaknák bejáratainak kivételével. Magukat az aknákat 75 méter hosszúságban betömedékelték, lefalazták. A munkák végleges befejezésére 2022.  július 8-án került sor.

## Bányagépek
Az üzem legfontosabb bányagépe a termelvény szállítására szolgáló, lengyel gyártmányú GHH-LF4 típusú rakodógép. Személyszállításra Multicar típusú gépjárműveket alkalmaztak.

## Fejtési módszer
A bányában ún. tömzs-/szintomlasztásos kamrapillér-fejéseket használtak, melynek rövid lényege az, hogy a lefejteni kívánt területet átszelték egy vágattal, majd mikor a végéhez értek, a kész vágat oldalából és főtéjéből (plafonjából) kirobbantják a haszonanyagot, így hatalmas üregeket hagyva maguk után.  
A kitermelés robbantással folyt, a lerobbantott anyagot rakodógépekkel juttatták el a belszinti szalagrakodóhoz, ahonnan gumihevederes szállítószalag vitte a felszíni osztályzóhoz a termelvényt. 

## A bánya kialakítása
A bányatelepről két lejtősaknával (egy szállító- és egy lég-lejtősaknával, ez utóbbin történt a személyszállítás is) nyitották meg keleti és nyugati irányban a bauxitlencséket. Utoljára művelés alá vont nagyobb lencse a Bakonyoszlop XI. lencse. Ezt a területet végül 2008-ban elárasztották, innentől kezdve csak egészen kis területű lencséket műveltek. 